# Ringeltjärnen (Piteå socken, Norrbotten)
Ringeltjärnen är en sjö i Piteå kommun i Norrbotten och ingår i Lillpiteälvens huvudavrinningsområde.